# Glover Morrill Allen
Glover Morrill Allen (8 de febrero de 1879-14 de febrero de 1942) fue un zoólogo estadounidense.
Nació en Walpole, New Hampshire, hijo del reverendo Nathaniel Glover Allen y Harriet Ann (Schouler) Allen. Estudió en la Universidad de Harvard. Mientras todavía era estudiante, Allen publicó The Birds of Massachusetts y A List of the Birds of New Hampshire. Después de graduarse, dictó una cátedra en zoología en Harvard y ocupó el cargo de Curador de Mamíferos en el Museo de Zoología Comparada.
Viajó por el mundo, a América Central y del Sur; a África occidental, el Nilo, el Congo Belga como miembro de la Expedición Médica Africana de Harvard, de ocho hombres (1926-1927), y hacia Australia como miembro de la Expedición Australiana de Harvard (1931–1932), junto con su alumno Ralph Nicholson Ellis.
Sus publicaciones incluyen Bats: Biology, Behavior and Folklore; Checklist of African Mammals; y Mammals of China and Mongolia. Fue elegido miembro de la Academia Estadounidense de las Artes y las Ciencias en 1915. Fue presidente de la Sociedad Americana de Mastozoología de 1927 a 1929.

## Legado
Se conmemora a Glover Morrill Allen con los nombres científicos de una especie y una subespecie de lagartos: Adolfus alleni y Bachia heteropa alleni.